# 呂岱
呂 岱（りょ たい、161年 - 256年）は、中国三国時代の呉の武将。字は定公。子は呂凱。徐州広陵郡海陵県の人。

## 生涯
郡や県の役人をしていたが、中原戦乱を避けて江東に疎開し、孫権の時代にその幕府に仕え、呉県の丞となった。孫権は諸県の長や丞を呼び寄せ、地方の行政について質問をすることがあったが、そのときに呂岱の受け答えを見て、わが意を得た人材と思い、幕府に呼び戻して録事とした。
のちに再び地方に出て余姚県の長となると、精鋭を募り1千人の兵士を集め配下とした。会稽郡の東冶県など5つの県の不服従民が呂合や秦狼を首領として反乱を起こしたとき、呂岱は孫権から督軍校尉に任命され、将軍の蔣欽と協力してこれを鎮圧した。この功績により昭信中郎将に任じられた。
建安16年（211年）、孫権は呂岱に部将の尹異ら兵士2千人を率いさせ、漢中郡の張魯を広漢郡の寋城に誘い出そうとしたが、張魯は警戒し道を塞いだため失敗し、孫権の命令により帰還した。この帰りの途上で、蜀侵攻途上の劉備軍と白帝辺りで見っている記述が残っている。
建安20年（215年）、劉備との間で荊州を巡る一触即発の事態が起こったときには、呂蒙や孫茂達とともに長沙三郡を降伏させた。安成・攸・永新・茶陵の役人が反逆したため、彼等の立て籠もる陰山城を包囲し、またたくまに陥落させた。その後、呂蒙は三郡に孫河を置いて鎮守を委ね、関羽と魯粛が対峙する益陽に軍を進めた。結局、両軍は交戦せずに対峙を続けた。前に曹操が張魯を倒して漢中を手にいれたことにより、劉備の拠る益州が曹操の攻撃にさらされる恐れがあるため、劉備は益州を失うことを恐れて、孫権へ和解を申し入れてきた。劉備はかくて湘水を境界線として割き、長沙・桂陽の領有権を孫権に認め、形式的に休戦した。孫権は長沙・桂陽二郡が呉の領有権に収まると、長沙に呂岱を留め置き、濮陽逸の下に置いた。
建安22年（216年）、長沙郡安成県令の呉碭と中郎将の袁龍が関羽に呼応して好機を通じ再び反乱を起こし、攸と醴陵に拠った。孫権は横江将軍の魯粛に命令し攸を討たせ、呂岱には醴陵を攻撃させた。魯粛は呉碭を破ると、呂岱は醴陵を陥れ、袁龍を斬った。長沙の乱を平定し、この功績で廬陵太守に遷った。
延康元年（220年）、歩騭の代を継いで交州刺史となった。高涼の不服住民の首領の銭博が降参してきたので、孫権に上奏して彼を高涼西部都尉とした。鬱林の異民族の不服従民は反乱し郡や県の役所に攻撃してきたため、呂岱はこれを打ち破った。桂陽や湞陽一帯を勢力に収めていた賊に王金という人物がいたが、南海郡の辺境地域で人を集めて周囲に略奪をしていた。呂岱は孫権よりの討伐の命令を受けて王金に攻撃し、王金を捕虜にし都に送り、１万ほどの反乱軍を斬るか捕虜にした。安南将軍となり、仮節を与えられ、都郷侯に封じられた。
黄武5年（226年）、交阯太守士燮が死ぬと、孫権は士燮の子の士徽を安遠将軍に任命し九真太守とし、交阯太守は校尉の陳時をあてようとした。呂岱は孫権の許可をとり、交州を海南3郡と海東4郡とで分割し、前者を交州、後者を広州とし、交州の刺史は将軍の戴良を任命し、自身は広州の刺史となった。しかし戴良と陳時の着任に反発した士徽がこれを妨害したため、呂岱は士徽の罪を問うべく、三千の兵を率いて水軍で交阯に夜襲した。ある者は士一族の実力を恐れ、軍をゆっくり進めるべきだと進言したが、呂岱は士徽達が油断している隙をつくべきとだと主張した。合浦で戴良と合流し、そのまま急いで軍を進めた。さらに呂岱は、士徽に荷担しなかった士匡（士徽の従兄弟）と面識があったことから、士匡に士徽らの官職は剥奪するが、生命は保障すると伝え、その説得を命じた。士徽は大いに恐れおののき兄弟6名とともに降伏してきた。しかし呂岱は事前の約束を反故にし、士徽兄弟をすべて処刑し、その首を孫権の下に送った。その後、士氏の残党の甘醴や桓治らの抵抗を退け、交州を平定した。番禺侯に封じられた。広州は廃止され、再び交州となった。
その後も呂岱は南方の九真を討伐し、数万人を討ち取ったり捕虜にしたりした。さらに南方の国々に役人を送り、呉の宣伝を行った。これにより、遠くの扶南・林邑・堂明の王達も使者を送り貢ぎ物を献上してきた。これらの功績により呂岱は鎮南将軍に任じられた。
黄龍3年（231年）、交州から長沙に任地を移された。武陵の異民族が不穏な動きをするようになったので、太常の潘濬達とともに武陵の異民族を討伐し、平定した。
嘉禾3年（234年）、潘璋が死去すると、呂岱がその兵士を引き継ぎ、陸口の守備にあたることになった。呂岱は駐屯地を蒲圻に移転させている。
嘉禾4年（235年）、廬陵の賊徒の李桓・路合、会稽郡東冶の賊徒の随春、南海の賊徒の羅厲らの反乱が勃発すると、孫権は呂岱にその鎮圧を命令し、呂岱はただちに劉纂や唐咨らを伴い軍を進め、首領達を斬るか投降させるかして、反乱を鎮めた。孫権は呂岱を褒め、自由な裁量で行賞を行っても良いと許可を与えた。
赤烏2年（239年）、潘濬が死去すると、呂岱が荊州の公文書の決裁の職に就き、陸遜とともに武昌の守備にあたることになった。蒲圻の駐屯軍の指揮は引き続き任された。
同年10月、都督の廖式が臨賀太守の厳綱らを殺害し、零陵・蒼梧・鬱林で数万人規模の反乱を起こし状勢が不穏になると、呂岱は上奏すると同時に軍勢を率い鎮圧に向かった。孫権は交州牧の職を追って与え、後から将軍や兵士を呂岱の下へ次々に派遣させた。一年で反乱を沈め、廖式や廖潜や費楊ら反乱者達を斬り、武昌に帰還した。
赤烏8年（245年）、陸遜が死に、諸葛恪が陸遜の職務を引き継ぐことになったが、孫権は武昌の軍権を二つに分割し、呂岱を右部の総監とし、武昌から蒲圻までの指揮を委ねた。呂岱は上大将軍となり、子の呂凱も副軍校尉となり蒲圻に兵士の監督に従事した。
太元元年（251年）、孫権が危篤となると、諸葛恪達とともに後事を託された。呂岱はこの頃には「呂侯」といわれて呉の元老であった。同役の諸葛恪を戒めて、「今まさに多難の時代だ。どんなことでも10回考えてやりなさい。」と教えたが、剛腹な諸葛恪は「論語でも2度考えれば十分だと言っているのに、10回なんて、私をバカにしているんですか！」と言い返した。さすがの呂岱もこの発言には驚き沈黙した。世間の人々ははじめは諸葛恪の当意即妙を褒め称え、呂岱の失言をけなしたが、翌々年に諸葛恪が任務に失敗して暗殺されると、暗殺の予兆だったと思ったという。孫亮が皇帝となると呂岱は大司馬に任命された。
太平元年9月己丑（256年10月21日）、死去した。享年96。葬儀は質素に執り行うよう遺言した。

## 人物
呂岱は80歳になっても、質素な生活で仕事をし、職務に励んだので、奮威将軍の張承は手紙を送り呂岱を褒め称えた。
しかし、あくまで質素であることに努め、仕事にも熱心であったため、交州に赴任していたときは、家族に何年も仕送りもせず、家族達は困窮した。そのことに気づいた孫権は、呂岱ではなく臣下達を責め、銭や米や反物を年毎に呂岱の家族の元に送らせたという。
友人である徐原は意見をづけづけ言う性格であったが、呂岱はそれを喜び、彼の栄達のための便宜をいろいろと働き、彼が死ぬと痛惜したという。二人の友情は美談として世間の評判となった。

## 三国志演義
小説『三国志演義』では、孫権の臨終に際して呂岱は諸葛恪と共に榻の下へ呼ばれ、孫権から後事を託される場面に名前が見えるのみである。